# Tapas (sánscrito)
En el marco del hinduismo, tapas significa «austeridad» (literalmente ‘calor’).
- En escritura devanagari se escribe तपस्.
- En el sistema IAST se escribe tapas (pronunciado tápas).

El tapas es uno de los ni-iamas (prohibiciones, autocontrol) que se describen en el Yoga sutra de Patanyali.
Tapasiá implica una autodisciplina o austeridad (restricción de las necesidades físicas) realizada voluntariamente para alcanzar un propósito más elevado en la vida.
Mediante tapas (calor), un yogui puede ‘quemar’ el karma negativo y acumular karma positivo.
El tapas (calor) puede funcionar como praiashchitta (‘expiación’) para ‘quemar’ el karma negativo y —en caso de que el yogui haya quemado todo su karma negativo— para acumular karma positivo.
Las primeras menciones a este término (o a palabras derivadas) aparecen en el Rig vedá (8.82.7) de principios del primer milenio a. C., donde se lo usa en el sentido de ‘dolor’, ‘sufrimiento’ o ‘austeridad’. y también en relación con el culto de la droga soma.
Generalmente se utiliza en el ámbito de lo religioso, pero también se puede aplicar en cualquier ámbito o contexto.
Del término tapas surge el más conocido tapasiá, que se menciona en Pánini 4.4.128, en el Katyayana shrauta sutra, y en el Baudhaiana dharma shastra.
En el sistema IAST se escribe tapasya (pronunciado tapasiá).
El adjetivo tápasuín (en el sistema IAST: tapasvin) significa también ‘miserable, pobre’.
Los monjes y gurús en el hinduismo, sijismo y el jainismo practican tapasiá como un medio para purificar y reforzar su devoción hacia Dios, la práctica y el estilo de vida religioso, y obtener finalmente moksha (la liberación espiritual).

## Otros significados
Según el Sanskrit-English Dictionary del británico Monier Monier-Williams (1819-1899), tapas o tapasiá tiene varios significados:
- Calor.
  - Los pañcha tapāṃsi son los ‘cinco calores’ a los que se expone un tapasuí durante el verano: cuatro fuegos encendidos alrededor de él, y el sol ardiente sobre la cabeza.[4]
- dolor, sufrimiento[5]
- En la religión védica y en el hinduismo posterior, se utiliza figurativamente en relación con el sufrimiento espiritual, la mortificación de la carne, la penitencia o la austeridad de un iogui (llamado también tāpasá en sánscrito) (un derivado vriddhi que significa un ‘asceta, practicante de austeridades’; siendo el femenino tāpasī).
  - para los bráhmanas (sacerdotes) es el aprendizaje sagrado
  - para los chatrías (guerreros) la protección de los súbditos
  - para los vaishias (comerciantes y agricultores) es dar limosna a los bráhmanas
  - para los shudrás (esclavos) es el servicio a las demás castas
  - para los ṛṣis es alimentarse de hierbas y raíces.[6]
- Tapasiá (personificación de la tapasiá o austeridad) es el padre de Manyu.[7]
- Tapasiá es un hijo de Manu Tāmasa.[8]
- El tapo-rash (‘rey de las austeridades’) es un nombre de Chandra (dios lunar).
- el verano.
- Otro nombre del planeta Tapoloka.[9]

## Tapasuis famosos
- Rávana
- Vishuá Mitra
- Bhagui Ratha
- Buda
- Majavira